# Espacio de conocimiento
En psicología matemática y teoría de la educación, un espacio de conocimiento es una estructura Combinatoria  utilizada para formular modelos matemáticos que describa la progresión de un aprendiz humano. Los espacios de conocimiento fueron introducidos en 1985 por Jean-Paul Doignon y Jean-Claude Falmagne, y siguen siendo muy utilizados en la teoría de la educación. Una bibliografía sobre espacios de conocimiento mantenida por Cord Hockemeyer contiene más de 400 publicaciones sobre el tema.</ref> Las aplicaciones modernas incluyen dos sistemas de tutoría computarizada, ALEKS y el desaparecido RATH.
Formalmente, un espacio de conocimiento asume que un dominio de conocimiento es un colección de conceptos o habilidades, cada uno de los cuales debe ser eventualmente dominado. No todos los conceptos son intercambiables; algunos requieren otros conceptos como prerrequisitos. A la inversa, la competencia en una habilidad puede facilitar la adquisición de otra por similitud. Un espacio de conocimiento señala qué conjuntos de habilidades son factibles: pueden aprenderse sin dominar ninguna otra habilidad. Bajo supuestos razonables, la colección de competencias factibles forma la estructura matemática conocida como una antimatroidea.  
Los investigadores y educadores suelen explorar la estructura del espacio de conocimiento de una disciplina como un modelo de clase latente.

## Motivación
Los espacios de conocimiento se crearon para resolver las deficiencias de las pruebas estandarizadas cuando se utilizan en Psicometría educativa. Las pruebas comunes, como el SAT y el ACT, comprimen el conocimiento de un estudiante en un rango muy pequeño de rangos ordinales, borrando en el proceso las dependencias conceptuales entre las preguntas. En consecuencia, las pruebas no pueden distinguir entre la verdadera comprensión y las suposiciones, ni pueden identificar las debilidades particulares de un estudiante, sólo la proporción general de habilidades dominadas. El objetivo de la teoría de los espacios de conocimiento es proporcionar un lenguaje mediante el cual los exámenes puedan comunicarse
- Lo que el alumno puede hacer y
- Lo que el alumno está preparado para aprender.

## Estructura del modelo
Los modelos basados en la espacios de conocimiento suponen que un sujeto educativo S puede modelizarse como un conjunto finito Q de conceptos, habilidades o temas. Cada estado factible de conocimiento sobre S es entonces un subconjunto de Q; el conjunto de todos esos estados factibles es K.  El término preciso para la información (Q, K) depende de la medida en que K satisface ciertos axiomas:  
- Una estructura de conocimiento supone que K contiene el conjunto vacío (un alumno puede no saber nada de S) y el propio Q (un alumno puede dominar completamente S).
- Un espacio de conocimiento es una estructura de conocimiento que es cerrada bajo unión de conjuntos: si, para cada tema, hay un experto en una clase sobre ese tema, entonces es posible, con suficiente tiempo y esfuerzo, que cada estudiante de la clase se convierta en un experto en todos esos temas simultáneamente.
- Un espacio de conocimiento cuasi-ordinal es un espacio de conocimiento que también es cerrado bajo intersección de conjuntos: si el estudiante a conoce los temas A y B; y el estudiante c conoce los temas B y C; entonces es posible que otro estudiante b conozca sólo el tema B.
- Un espacio de conocimiento bien graduado o espacio de aprendizaje es un espacio de conocimiento que satisface el siguiente axioma: Si {\displaystyle S\in K}, entonces existe {\displaystyle x\in S} tal que {\displaystyle S-\{x\}\in K} En términos educativos, cualquier cuerpo factible de conocimiento puede ser aprendido un concepto a la vez.

### Requisito de orden parcial
Los axiomas más contenidos asociados a los espacios de conocimiento cuasi-ordinales y bien graduados implican cada uno que el espacio de conocimiento forma una estructura matemática bien entendida (y muy estudiada):
- Un espacio de conocimiento cuasi-ordinal es una red distributiva bajo la unión de conjuntos y la intersección de conjuntos.  El nombre "cuasi-ordinal" surge del teorema de la representación de Birkhoff, que explica que los entramados distributivos corresponden exclusivamente a cuasi-orden.

- Un espacio de conocimiento bien graduado es una antimatroidea, un tipo de estructura matemática que describe ciertos problemas resolubles con un algoritmo voraz.

En cualquiera de los casos, la estructura matemática implica que la inclusión de conjuntos define un Orden Parcial sobre K, interpretable como un preceptivo educativo: si {\displaystyle a\leq b} en este orden parcial, entonces a debe ser aprendido antes que b.  

### Franja interior y exterior
El orden parcial de prerrequisito no identifica de forma única un plan de estudios; algunos conceptos pueden llevar a una variedad de otros temas posibles.  Pero la relación de cobertura asociada al parcial de prerrequisito sí controla la estructura curricular: si los alumnos conocen a antes de una lección y b inmediatamente después, entonces b debe cubrir a en el orden parcial.  En tal circunstancia, los nuevos temas cubiertos entre a y b constituyen la franja exterior de a ("lo que el alumno estaba preparado para aprender") y la franja interior de b ("lo que el alumno acaba de aprender").

## Construcción de espacios de conocimiento
En la práctica, existen varios métodos para construir espacios de conocimiento. El método más utilizado es la consulta a los expertos. Existen varios algoritmos de consulta que permiten que uno o varios expertos construyan un espacio de conocimiento respondiendo a una secuencia de preguntas sencillas.<Koppen, M.; Doignon, J.-P. (1990), «Cómo construir un espacio de conocimiento consultando a un experto», Journal of Mathematical Psychology 34 (3): 311-331, doi:10.1016/0022-2496(90)90035-8..</ref>Schrepp, M.; Held, T. (1995), «Un estudio de simulación sobre el efecto de los errores en el establecimiento de espacios de conocimiento mediante la consulta a expertos», Journal of Mathematical Psychology 39 (4): 376-382, doi:10.1006/jmps.1995.1035.</ref>
Otro método consiste en construir el espacio de conocimiento mediante el análisis exploratorio de los datos (por ejemplo, mediante el análisis del árbol de elementos) a partir de los datos. Un tercer método consiste en derivar el espacio de conocimiento a partir de un análisis de los procesos de resolución de problemas en el dominio correspondiente.